# Prodigal Son (The Saints)
Prodigal Son è un album dei The Saints, pubblicato nel 1988.

## Tracce
1. Grain Of Sand – 3:36
2. Fire And Brimstone – 3:28
3. Friend Of The People – 3:15
4. Before Hollywood – 3:31
5. Sold Out – 3:28
6. Stay – 3:44
7. Massacre – 2:48
8. Tomorrow – 3:34
9. Some Things Never Change – 3:41
10. Calling On You – 3:42
11. Shipwreck – 3:40

## Formazione
- Chris Bailey - voce, chitarra
- Barrington Francis - chitarra
- Arturo Larizza - basso
- Iain Shedden - batteria
- Joe Chiofalo - tastiere